# SS Alba Řím
Società Sportiva Alba, zkráceně jen Alba (česky: Alba Řím) byl italský fotbalový klub, sídlící ve městě Řím z regionu Lazio.
Klub založil Umberto Farneti, který koupil pozemky ve čtvrti Flaminio aby mohl postavit hřiště pro fotbal. Velké úspěchy klub zaznamenal v letech 1923 až 1926, když byl třikrát po sobě ve finále Lega Sud (Jižní části). Dvakrát finále vyhrál a mohl se tak utkat o mistrovský titul s klubem ze Lega Nord (Severní část). Jenže vždy jednoznačně prohrál. Po reorganizaci soutěže v sezoně 1926/27 se klub rozhodl sloučit s jiným klubem z Říma a to CS Audace.
Jenže po jedné sezoně se klub rozhodl i s jinými dalšími kluby v Římě, že by bylo lépe založit větší klub. A tak se dne 7. června 1927 sloučili s FBC Řím a SGS Fortitudo a byl založen AS Řím. Téměř všechny hráče nově zrozeného klubu dodala Alba a Fortitudo, zatímco Roman dalo sídlo, manažery a historické barvy klubu.
Znovuzaložení klubu bylo v říjnu 1930 jako Associazione Sportiva Alba. Do sezony 1938/39 hráli jen regionální soutěž, jenže poté již v sezoně 1939/40 již hráli třetí ligu. Tuhle ligu hráli i po válce a dokonce sezonu 1946/47 hráli již druhou ligu, i když jen jednu sezonu. Tak se klub ocitl ve třetí lize a po roce sestoupil níž a do konce své existence v roce 1968 se již do profi fotbalu neprobojoval.

## Medailové umístění
| Medaile umístění | Sezona           |
| ---------------- | ---------------- |
| Serie A          | 1924/25, 1925/26 |